# 山本洋子 (俳人)
山本 洋子（やまもと ようこ、1934年9月18日 - ）は、俳人。東京市牛込区（現・東京都新宿区）生。大阪女子大卒。59年大峯あきらに師事、のち「晨」同人。「晨」編集長。70年桂信子の「草苑」に創刊参加、1987年、『木の花』により第12回現代俳句女流賞、2011年『夏木』により第51回俳人協会賞受賞。共著に『最初の出発』『俳句実作入門講座』などがある。たおやかで平明な句を詠む。